# World in Conflict: Soviet Assault
World in Conflict: Soviet Assault — доповнення, створений компаніями Massive Entertainment і Swordfish Studios для комп'ютерної гри World in Conflict. Основним нововведенням цього аддона була можливість гри за СРСР проти США і НАТО, якими гравець управляв в оригінальній грі.
Soviet Assault повинен був вийти в 4 кварталі 2008 року на Xbox 360, PlayStation 3 та ПК, як доповнення. Згодом версія для консолей була скасована. Аддон додає нові сюжетні місії, карти і можливість застосування голосового керування для запиту підкріплень. Гра отримала не цілком однозначні відгуки від ведучих ігрових видань.

## Сюжет
В Soviet Assault було додано 6 нових сюжетних місій. В них гравцеві належить взяти роль лейтенанта Радянської Армії Романова, який служить під началом полковника Володимира Орловського, поряд з племінником полковника капітаном Миколою Малашенко і старим другом Орловського майором КДБ Валерієм Лебедєвим.
В міру проходження сюжету гравець візьме участь у наступі Радянською Армією на Західний Берлін, висадці десанту на узбережжі Норвегії, захисту тюремних таборів на півночі СРСР і боях у західній частині США.